# Calopteryx orientalis
Calopteryx orientalis е вид водно конче от семейство Calopterygidae. Видът не е застрашен от изчезване.

## Разпространение
Разпространен е в Азербайджан, Иран и Туркменистан.

## Описание
Популацията на вида е стабилна.